# The Piano Guys
The Piano Guys són un grup musical americà format per Jon Schmidt, Steven Sharp Nelson, Paul Anderson, i Al van der Beek. Van obtenir popularitat a través de YouTube, on ells penjaven adaptacions de cançons conegudes per piano i violoncel i música clàssica. La música de Schmidt i Nelson és acompanyada per vídeos enregistrats i editats per Paul Anderson i anteriorment per Tel Stewart. Els seus primers quatre àlbums importants van ser The Piano Guys, The Piano Guys 2, A Family Christmas, i Wonders. Tots ells van arribar a la primera posició del Billboard d'Àlbums de New Age i Música Clàssica.

## Història
Paul Anderson tenia una botiga de pianos a St. George, Utah. Va conèixer el músic Jon Schmidt, que li va preguntar si podia practicar allà però un concert que tenia al cap de poc. Mesos més tard, Paul Anderson i Tel Stewart (llavors només per diversió) van començar a fer vídeos juntament amb Jon Schmidt. Poc després, van començar a col·laborar els tres junts, Jon Schmidt, Steven Sharp Nelson, i Al van Der Beek Arxivat 2015-12-08 a Wayback Machine. com a tècnic de so.

### Èxit
Molts dels vídeos de YouTube del grup tenen més de 20 milions de visites, i la resta més de 750.000. L'octubre 2015, el canal de YouTube de The Piano Guys tenia més de mig bilió de visualitzacions i més de quatre milions de subscriptors. El juny 2011, The Piano Guys van guanyar el premi “Most Up-and-Coming Channel” de YouTube en la competició "On the Rise" amb la cançó "Michael Meets Mozart" amb Jon Schmidt i Steven Sharp Nelson.

### Signant amb Sony
El setembre 2012, es va anunciar que The Piano Guys havien estat contractats per Sony. Això resultà en el llançament mundial de l'àlbum The Piano Guys, seguit el 2013 pel The Piano Guys 2, i Wonders el 2014.

## Premis
Premis de Música de YouTube
| Any  | Categoria         | Obra              |
| ---- | ----------------- | ----------------- |
| 2013 | Resposta de l'Any | "Titanium/Pavane" |